# Documenta 4

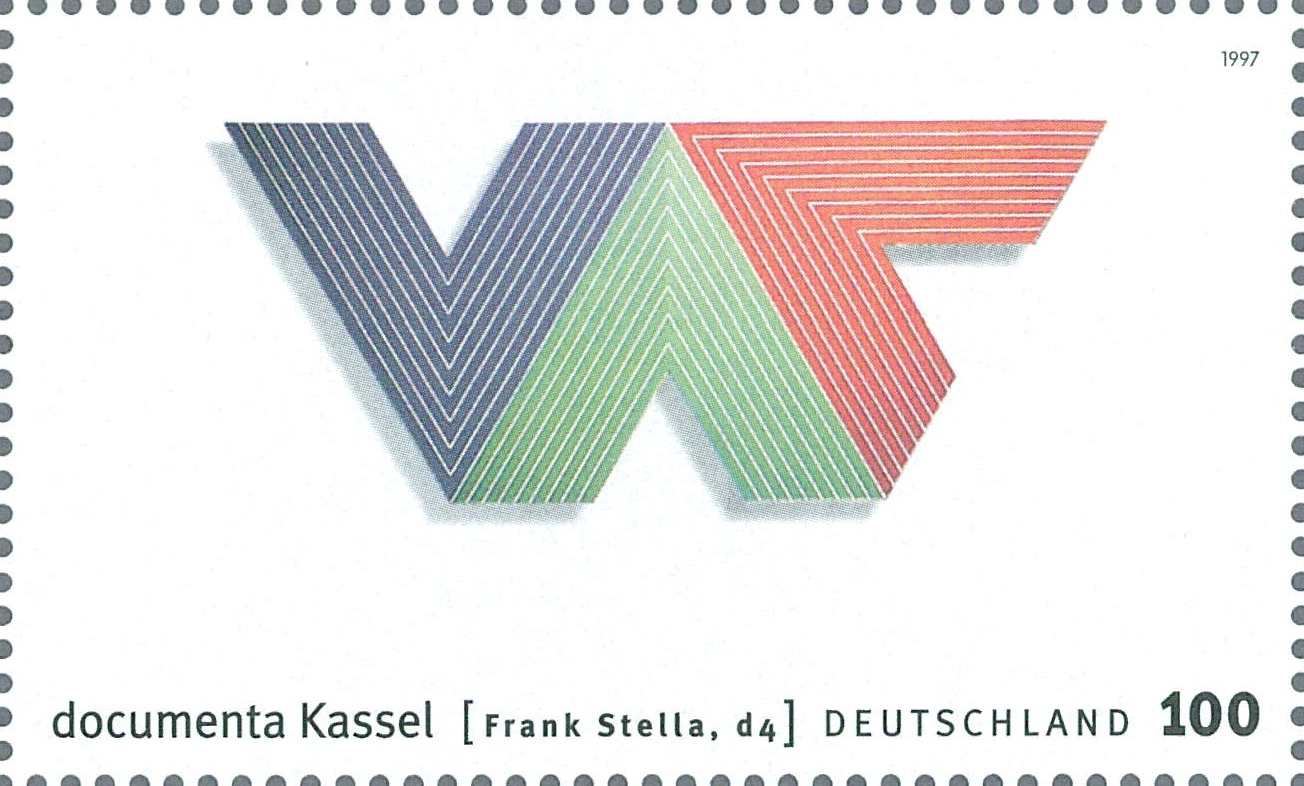
Sonderbriefmarke der Deutschen Post zur Documenta X 1997 - Motiv: Bild von Frank Stella zur 4. documenta

La documenta 4. Internationale Ausstellung ebbe luogo dal 27 giugno fino all'8 ottobre 1968 a Kassel, fu l'ultima diretta dal suo ideatore Arnold Bode.

## Artisti partecipanti
- A Josef Albers, Getulio Alviani, Carl Andre, Horst Antes, Richard Anuszkiewicz, Shusaku Arakawa, Arman (Armand Fernandez), Richard Artschwager
- B Jo Baer, Larry Bell, Ben Berns, Joseph Beuys, Ronald Bladen, Peter Brüning, Pol Bury, Bazon Brock
- C Antonio Calderara, Sergio de Camargo, Anthony Caro, Enrico Castellani, Jorge Castillo, César (César Baldaccini), Eduardo Chillida, Christo e Jeanne-Claude, Varden Chryssa, Emil Cimiotti, Gianni Colombo, Joseph Cornell
- D Ron Davis, Ad Dekkers, Hugo Demarco, Burgoyne Diller, Jim Dine, Mark Di Suvero, Milan Dobeš, Jean Dubuffet
- E Pieter Engels, John Ernest
- F Öyvind Fahlström, Dan Flavin, Lucio Fontana, Günter Fruhtrunk
- G Rupprecht Geiger, Klaus Geldmacher, Karl Gerstner, Domenico Gnoli, Roland Goeschl, Daan van Golden, Gerhard von Graevenitz, Gotthard Graupner
- H Raymond Hains, Richard Hamilton, Erich Hauser, Erwin Heerich, Al Held, Edward Higgins, Anthony Hill, David Hockney, John Hoyland
- I Robert Indiana
- J Alain Jaquet, Alfred Jensen, Jasper Johns, Allen Jones, Donald Judd
- K Menashe Kadishmam, Utz Kampmann, Ellsworth Kelly, Edward Kienholz, Phillip King, Ronald B. Kitaj, Konrad Klapheck, Yves Klein, Jiří Kolář, Gyula Kosice, Nicholas Krushenik
- L Kaspar Thomas Lenk, Julio Le Parc, Sol LeWitt, Roy Lichtenstein, Richard Lindner, Richard Paul Lohse, Francesco Lo Savio, Morris Louis
- M Robert Malaval, Jos Manders, Piero Manzoni, Enzo Mari, Walter De Maria, Francesco Mariotti, Escobar Marisol, Kenneth Martin, Almir Mavignier, Christian Megert, François Morellet, Robert Morris, Bruno Munari
- N Bruce Nauman, Edgar Negret, Louise Nevelson, Barnett Newman, Kenneth Noland, Lev V. Nussberg
- O Claes Oldenburg, Jules Olitski
- P Eduardo Paolozzi, Walter Pichler, Michelangelo Pistoletto, Larry Poons
- R Markus Raetz, Ramon, Robert Rauschenberg, Martial Raysse, Josua Reichert, Ad Reinhardt, George Rickey, Bridget Riley, Larry Rivers, James Rosenquist, Dieter Roth
- S Lucas Samaras, Michael Sandle, Jan Schoonhoven, George Segal, Dan van Severen, David Smith, Richard Smith, Tony Smith, Robert Stanley, Frank Stella, Zdenĕk Sykora
- T Shinkichi Tajiri, Vassilakis Takis, Paul Talman, Antoni Tàpies, Hervé Télémaque, Paul Thek, Joe Tilson, Jean Tinguely, Ernest Trova, William Tucker, William Turnbull, Michael Tyzack
- U Günther Uecker, Per Olof Ultvedt
- V Victor Vasarely, Carl Nicolaas Visser, Jan Voss
- W Andy Warhol, Tom Wesselmann, Horace Clifford Westermann